# Enoplus sacculus
Enoplus sacculus is een rondwormensoort uit de familie van de Enoplidae. De wetenschappelijke naam van de soort is voor het eerst geldig gepubliceerd in 1958 door Gerlach.